# Galerians
Galerians (jap. ガレリアンズ, trans. Garerianzu) ist ein 1999 für PlayStation erschienenes Survival-Horror-Spiel von ASCII.

## Handlung
Das Spiel beginnt mit dem Protagonisten Rion, der in einem Beobachtungsraum eines Krankenhauses aufwacht und sich nicht an seine Identität erinnern kann. Er hört die Stimme eines Mädchens in seinem Kopf, das ihn anfleht, zu ihrer Rettung zu kommen. Er beschließt, nach diesem Mädchen zu suchen. Rion nutzt psychokinetische Fähigkeiten, um aus seinem Zimmer zu entkommen und kämpft mit seinen neu entdeckten psychischen Kräften verzweifelt und brutal gegen das Personal. Er findet heraus, dass im Krankenhaus im Rahmen eines größeren, mysteriöseren Plans, das als „G-Projekt“ bekannt ist, menschliche Experimente zur Erschließung psychischer Potenziale durchgeführt werden.

## Spielprinzip
Galerians ist ein Survival-Horrorspiel. Der Spieler steuert den Charakter Rion. Er verfügt über mehrere Arten von psychischen Kräften. Er ist in der Lage, telepathische Sinne zu nutzen, um Hinweise zu finden, um Rätsel zu lösen und um die Feinde auszuschalten. Wenn die Feinde besiegt sind, hinterlassen sie keine Gegenstände. Außerdem enthält das Spiel mehrere Boss-Gegner.

## Rezeption
Jeff Lundrigan von NextGen sagte: „Als interessante Variation eines Themas verleiht ‚Galerians‘ dem ‚Survival-Horror‘-Genre eine etwas andere Wendung. Es bietet konstant hohe Produktionswerte, eine zum Nachdenken anregende Geschichte und ein solides Gameplay. Es ‚fällt‘ an allen Fronten in ein paar Klischees und hat auch ein oder zwei fragwürdige ‚Problemstellen‘, aber die Handlung ist so gut, dass es einen einzieht und nicht mehr loslässt.“ Famitsu gab eine Punktzahl von 30/40.